# Unapologetic
Unapologetic (с англ. — «Непримиримая») — седьмой студийный альбом барбадосской певицы Рианны, выпущенный 19 ноября 2012 года на лейбле Def Jam Recordings. Альбом записан в период с июня по ноябрь 2012 года, во время раскрутки её шестого студийного альбома Talk That Talk. Сама певица выступила в качестве продюсера альбома и продолжила сотрудничать с The-Dream, David Guetta, Chase & Status и Stargate, при этом пополнив список продюсеров Mike Will Made-It и Labrinth. В музыкальном плане, альбом сочетает в себе жанры поп, EDM и дабстеп, что делает его схожим по звучанию с альбомами Talk That Talk и Rated R. Альбом включает в себя дуэты с бывшим партнёром Рианны Крисом Брауном, Микки Экко, Future и Эминемом.
В целом, альбом получил смешанные отзывы от музыкальных критиков, которые назвали альбом современным и высоко оценили звучание многих песен. Тем не менее, певицу раскритиковали за «традицию» выпускать альбомы в один и тот же период с перерывом в год и за смысловое содержание песен. Альбом в первую неделю продаж возглавил альбомный чарт США Billboard 200, с продажами в 238,000 копий. Unapologetic стал первым альбомом в карьере певицы, сумевшим возглавить данный чарт, а его дебютные продажи стали самыми высокими в карьере певицы. Помимо США, альбом также возглавил хит-парады Великобритании, Норвегии и Швейцарии. По состоянию на декабрь 2014 года, альбом был распродан тиражом в 4 миллиона копий по миру.
Первый сингл с альбома, «Diamonds», был выпущен 26 сентября 2012 года и достиг первого места в Billboard Hot 100, став двенадцатым чарттопером в карьере певицы, что сравняло Рианну с Мадонной и The Supremes по числу чарттоперов. Помимо США, сингл возглавил хит-парады в более чем двадцати странах, включая Великобританию, Канаду и Францию. Второй сингл, «Stay», также стал международным хитом, достигнув топ-5 в более чем двадцати пяти странах мира. Синглы «Pour It Up», «Right Now» и «What Now» имели умеренный успех в международных чартах. В рамках продвижения альбома певица отправилась в своё пятое концертное турне Diamonds World Tour и совместный тур с Эминемом The Monster Tour.
На премии Billboard Music Awards в 2013 году альбом победил в номинации «Любимый R&B-альбом», а «Diamonds» одержал победу в категории «Любимая R&B-песня». В 2014 году альбом получил статуэтку «Грэмми» в категории «Лучший альбом в жанре современной городской музыки», а песня «Stay», в свою очередь, была номинирована в категории «лучшее поп-исполнение дуэтом или группой».

## Предпосылки и развитие
В ноябре 2011 Рианна выпустила свой шестой студийный альбом Talk That Talk. В музыкальном плане альбом делал упор на танцевальный поп и R&B, но в нём были и другие музыкальные жанры, такие как хип-хоп, Electro House, Dancehall и дабстеп. После релиза Talk That Talk получил, в целом, положительные отзывы от музыкальных критиков. Он имел коммерческий успех и попал в десятку в более чем двадцати национальных чартах, среди них: #1 в Великобритании, #3 в Американском чарте Billboard 200. С альбома было выпущено 6 синглов, среди которых хиты «We Found Love» и «Where Have You Been». «We Found Love» возглавил чарты в 25 странах и был продан в размере более 6,5 миллионов копий по всему миру, что сделало его одним из самых продаваемых синглов всех времён.
В марте 2012 Рианна сообщила, что «работает над новым звуком» для своего седьмого студийного диска. 12 сентября 2012, Def Jam Франции объявил через Twitter, что Рианна выпустит новый сингл на предстоящей неделе, а её седьмой студийный альбом запланирован к выходу в ноябре 2012 года. Тем не менее, твит был вскоре удалён и заменён другим: «Более информация будет доступна завтра, в четверг, 13 сентября».

## Об альбоме
Рианна объяснила свой интерес к разработке новых саундскейпов так: «мне нравится экспериментировать, и мне нравится работать с разными звуками и собирать их вместе, чтобы они не были одномерными.» Она также добавила: «Сейчас мы работаем над тем, чтобы собрать и создать саунд до того, как начнем работать над лирическим направлением или мелодиями. У меня есть идея, хотя, это очень грубая. Поэтому я очень хочу начать.» Шон Гарретт рассказал об альбоме, сказав, что это «великое месиво жанров». Во время интервью для GQ «Men of the Year» Рианна рассказала, что хотела, чтобы ее музыка поднимала настроение, сказав: «Я хочу делать музыку, которая вселяет надежду, поднимает настроение. Ничего не банально или синтиментального. Я просто хочу, чтобы у тебя было чувство, которое выводит тебя из того, через что ты проходишь. Я хочу, чтобы он зажег огонь. Я хочу, чтобы он был настоящим, подлинным и сырым.»
Первая половина альбома состоит из EDM и хип-хоп песен, в которых присутствуют абразивные звуковые эффекты и эксцентричные удары. Как и большая часть альбома, они обычно рисуют дабстеп, тяжелый для баса поджанр, характеризующийся шаткими синтетическими шумами и ревущими басовыми каплями, а также танцевальной поп-музыкой и нарезанными и ввернутыми звуками. Вторая половина Unapologetic, ориентированная на баллады, включает в себя стили диско, регги и рока.

## Отзывы и критика
| Совокупная оценка    | Совокупная оценка                                                                  |
| Источник             | Оценка                                                                             |
| -------------------- | ---------------------------------------------------------------------------------- |
| AnyDecentMusic?      | 5.4/10                                                                             |
| Metacritic           | 61/100                                                                             |
| Оценки критиков      |                                                                                    |
| Источник             | Оценка                                                                             |
| AllMusic             | 3,5 из 5 звёзд · 3,5 из 5 звёзд · 3,5 из 5 звёзд · 3,5 из 5 звёзд · 3,5 из 5 звёзд |
| The A.V. Club        | C+                                                                                 |
| Entertainment Weekly | B+                                                                                 |
| The Guardian         | 3 из 5 звёзд · 3 из 5 звёзд · 3 из 5 звёзд · 3 из 5 звёзд · 3 из 5 звёзд           |
| The Independent      | 3 из 5 звёзд · 3 из 5 звёзд · 3 из 5 звёзд · 3 из 5 звёзд · 3 из 5 звёзд           |
| NME                  | 7/10                                                                               |
| Pitchfork            | 4.5/10                                                                             |
| Rolling Stone        | 3,5 из 5 звёзд · 3,5 из 5 звёзд · 3,5 из 5 звёзд · 3,5 из 5 звёзд · 3,5 из 5 звёзд |
| Slant Magazine       | 3 из 5 звёзд · 3 из 5 звёзд · 3 из 5 звёзд · 3 из 5 звёзд · 3 из 5 звёзд           |
| Spin                 | 7/10                                                                               |

Альбом получил смешанные отзывы от музыкальных критиков. На сайте Metacritic, альбому дали средний балл 61 из 100.Музыкальный журналист Джуд Роджерс охарактеризовал музыку альбома как объемную «R&B-pop», в то время как Мелисса Локер из журнала Time заявила, что это «urban R&B sound». По словам Алексиса Петридиса, различные продюсеры, которые работали над Unapologetic, по-видимому, сделали толчок от предыдущего «шаблона поп-танца» Рианны… или хотя бы переставить модные звуки в менее привычные формы". Согласно музыкальному критику Грегу коту, Unapologetic — это" якобы " поп-альбом, в то время как Vibe сказал, что это «на поверхности» ассортимент жанров, таких как R&B, дабстеп и поп.

## Коммерческий успех
В Соединенных Штатах Unapologetic дебютировал на первом месте в Billboard 200 и с продажами 238 000 копий в первую неделю. Это был первый альбом Рианны номер один в США и самая продаваемая дебютная неделя ее карьеры. На той же неделе ведущий сингл альбома "Diamonds"оставался на вершине Billboard Hot 100 вторую неделю подряд . Таким образом, Рианна стала второй певицей 2012 года, возглавившей Billboard 200 и Hot 100 одновременно. На следующей неделе альбом упал на шестую строчку и разошелся тиражом в 72 000 копий. В выпуске от 11 марта 2013 года (четырнадцатая неделя в чарте) альбом вновь вошел в пятерку лучших Billboard 200 под номером пять, продав на той неделе 28 000 экземпляров. 30 мая, в течение 27-й недели подряд на Billboard 200, Unapologetic прошла отметку в миллион продаж, продаваясь быстрее, чем ее предыдущий альбом, Talk That Talk. С подвигом, альбом стал ее шестым альбомом, проданный по крайней мере в один миллион копий. 3 июля 2013 года Billboard mid-year sales сообщил, что Unapologetic является 16-м самым продаваемым альбомом 2013 года, с продажами 494 000 копий с 1 января по 30 июня 2013 года. По состоянию на июнь 2015 года, Unapologetic продался в 1,2 миллиона копий в США. В феврале 2018 года альбом был сертифицирован 3x платиной Ассоциацией звукозаписывающей индустрии Америки (RIAA), что означает поставки более 3 миллионов копий, эквивалентных альбому, в США.

## Синглы
Лид-синглом с альбома стала песня «Diamonds», которая достигла первой строчки в США и удерживала ее в течение трех недель. Вторым синглом стала песня «Stay» при участии американского исполнителя Микки Экко. Композиция пользовалась успехом и достигла третьей строчки в США. Третьим синглом была выпущена песня «Pour It Up», видеоклип на песню был выпущен 2 октября 2013 года. Четвертым синглом стала песня «Loveeeeeee Song», при участии американского репера Фьючера. Пятым синглом была выпущена песня «Right Now». 29 августа 2013 года состоялась премьера сингла «What Now», видеоклип на песню был выпущен 15 ноября 2013 года. Седьмым и заключительным синглом стала песня «Jump», записанная при участии репера Кевина Коссума.

### Ремиксы и другие песни
В поддержку сингла «Diamonds», в конце 2012 года был выпущен неофициальный ремикс на песню при участии американского репера Канье Уэста.
«Pour It Up» был ремикширован рэперами Young Jeezy, Rick Ross, Juicy J и T. I., и является расширенной версией оригинальной сольной версии песни, включенной на альбом. Ремикс был выпущен на iTunes worldwide 20 марта 2013 года.
Композиция «Numb» при участии американского репера Эминема стала уже третьим сотрудничеством артистов (после Love The Way You Lie и его продолжением), и должна была стать синглом с альбома, однако решение было отменено.

## Продвижение
Рианна исполнила «Diamonds» и «Phresh Out the Runway» на показе 2012 Victoria’s Secret Fashion Show 7 ноября 2012 года, который транслировался на CBS 4 декабря 2012 года. Она исполнила «Diamonds» и сольную версию «Stay» в Saturday Night Live 10 ноября 2012 года. 25 ноября 2012 года Рианна исполнила «Diamonds» на X Factor в Великобритании. 8 декабря она исполнила песню на концерте Wetten, dass ..? в Германии. 9 декабря 2012 года Рианна исполнила «Stay» в попурри со своим синглом 2011 года «We Found Love» в финале девятой серии The X Factor UK. Она также исполнила песню «Diamonds» на Кансоне де Ланне во Франции 10 декабря 2012 года, которая транслировалась 29 декабря 2012 года.18 декабря 2012 года певица исполнила песню «Diamonds» в третьем финале сезона «Us The Voice».
Во время 55-й премии Грэмми 10 февраля 2013 года, Рианна исполнила «Could You Be Loved» вместе с Бруно Марсом, Стингом, Дамианом Марли и Зигги Марли в качестве дани Бобу Марли. Рианна выступила во второй раз на церемонии награждения, где исполнила второй сингл своего альбома «Stay» вместе с Микки Экко.

### Diamonds World Tour
Для дальнейшего продвижения альбома Рианна отправилась в свой пятый концертный тур The Diamonds World Tour в марте 2013 года. Североамериканские, африканские и европейские даты были объявлены с ASAP Rocky в качестве акта поддержки для Северной Америки, в то время как David Guetta выступал на марокканскую дату тура, а также на некоторые выбранные европейские даты, включая Лондон и Париж.

### The Monster Tour
29 октября 2013 года состоялась премьера совместного сингла Эминема и Рианны «The Monster», который стал синглом с альбома Эминема с альбома The Marshall Mathers LP 2. Сингл пользовался всемирным успехом и 4 недели возглавлял Billboard hot 100. Это был уже четвертый дуэт артистов, который пользовался успехом, а учитывая то, что Эминему нужно было продвигать собственный альбом, они с Рианной отправились в совместный концертный тур The Monster Tour, в рамках которого они дали 6 концертов в США.

## Список композиций
| №   | Название                                | Автор(ы) | Продюсер(ы)                                            | Длительность |
| --- | --------------------------------------- | --- | ------------------------------------------------------ | ------------ |
| 1.  | «Fresh Out the Runway»                  | David Guetta, Ciorgio Tuinfort, Terius Youngdell Nash                                                                             | David Guetta, Ciorgio Tuinfort                         | 3:42         |
| 2.  | «Diamonds»                              | Sia Furler, B Levin, M.S. Eriksen, T.E. Hermansen                                                                                 | Stargate, Benny Blanco                                 | 3:46         |
| 3.  | «Numb (feat. Eminem)»                   | Sam Dew, Warren Felder, Ronald "Flip" Colson, Marshall Mathers, Kanye West, Aldrin Davis & Connie Mitchell                        | @0akwud, @Flippa                                       | 3:25         |
| 4.  | «Pour It Up»                            | Michael Williams, Theron Thomas, Timothy Thomas                                                                                   | Mike Will Made-It, J-Bo                                | 2:41         |
| 5.  | «Loveeeeeee Song»                       | Nayvadius Wilburn, Denisea "Blue June" Andrews                                                                                    | Future                                                 | 4:16         |
| 6.  | «Jump»                                  | Kevin Cossum, M.S. Eriksen, T.E. Hermansen, M.B. Williams, S. Milton, W. Kennard, Stephen Garrett, Elgin Lumpkin, Timothy Mosely  | Stargate, Mikey Mike, Chase & Status                   | 4:24         |
| 7.  | «Right Now (feat. David Guetta)»        | David Guetta, Mikkel S. Eriksen, T.E. Hermansen, Shaffer Chimere Smith, Ester Dean, Giorgio Tuinfort, Nick Rotteveel, Terius Nash | David Guetta, StarGate, Nicky Romero, Giorgio Tuinfort | 3:02         |
| 8.  | «What Now»                              | Olivia Waithe, Parker Ighile, Nathan Cassells                                                                                     | Parker Ighile, Nathan Cassells                         | 4:03         |
| 9.  | «Stay»                                  | Mikky Ekko, Justin Parker, Elof Loelv                                                                                             | Mikky Ekko, Elof Loelv, Justin Parker                  | 4:01         |
| 10. | «Nobody's Business (feat. Chris Brown)» | Terius Nash, Carlos McKinney, Michael Jackson                                                                                     | The-Dream, Carlos McKinney                             | 3:36         |
| 11. | «Love Without Tragedy / Mother Mary»    | Terius Nash, Carlos McKinney | Torius Nash, Carlos "Los" McKinney                     | 6:59         |
| 12. | «Get It Over With»                      | James Fauntleroy, Brian Seals | Kuk Harrell                                            | 3:32         |
| 13. | «No Love Allowed»                       | Sean Fenton, Alexander Izquierdo, Ernest Wilson, Steve Wyreman                                                                    | No ID                                                  | 4:09         |
| 14. | «Lost in Paradise»                      | Ester Dean, M.S. Eriksen, T.E. Hermansen, T. Mckenzie                                                                             | Stargate                                               | 3:35         |

| №   | Название                                  | Автор(ы)                                                      | Продюсер(ы) | Длительность |
| --- | ----------------------------------------- | ------------------------------------------------------------- | ----------- | ------------ |
| 15. | «Half of Me»                              | Emeli Sandé, M.S. Eriksen, T.E. Hermansen, ADELE, Shahid Khan | Stargate    | 3:13         |
| 16. | «Diamonds» (Dave Aude 100 extended mix)   | Sia Furler, B Levin, M.S. Eriksen, T.E. Hermansen             | Stargate    | 5:04         |
| 17. | «Diamonds» (Gregor Salto Downtempo remix) | Sia Furler, B Levin, M.S. Eriksen, T.E. Hermansen             | Stargate    | 4:29         |